# Mädchen- und Frauengruppen für soziale Hilfsarbeit
Die zuerst in Berlin gegründeten Mädchen- und Frauengruppen für soziale Hilfsarbeit unterstützten junge Mädchen und Frauen des gehobenen Bürgertums auf der Suche nach einer „sinnvollen Tätigkeit“.

## Geschichte

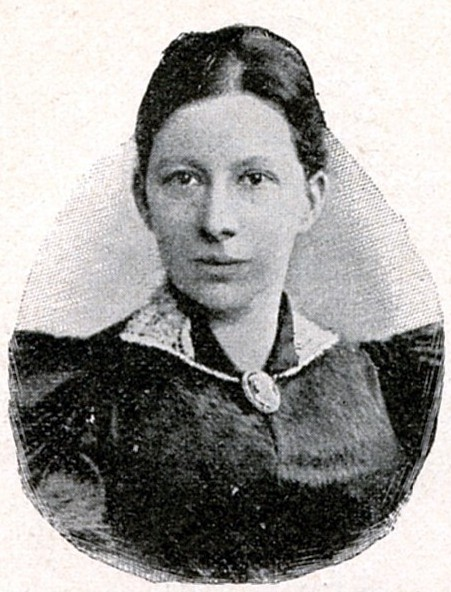
Jeannette Schwerin, erste Leiterin der „Gruppen“

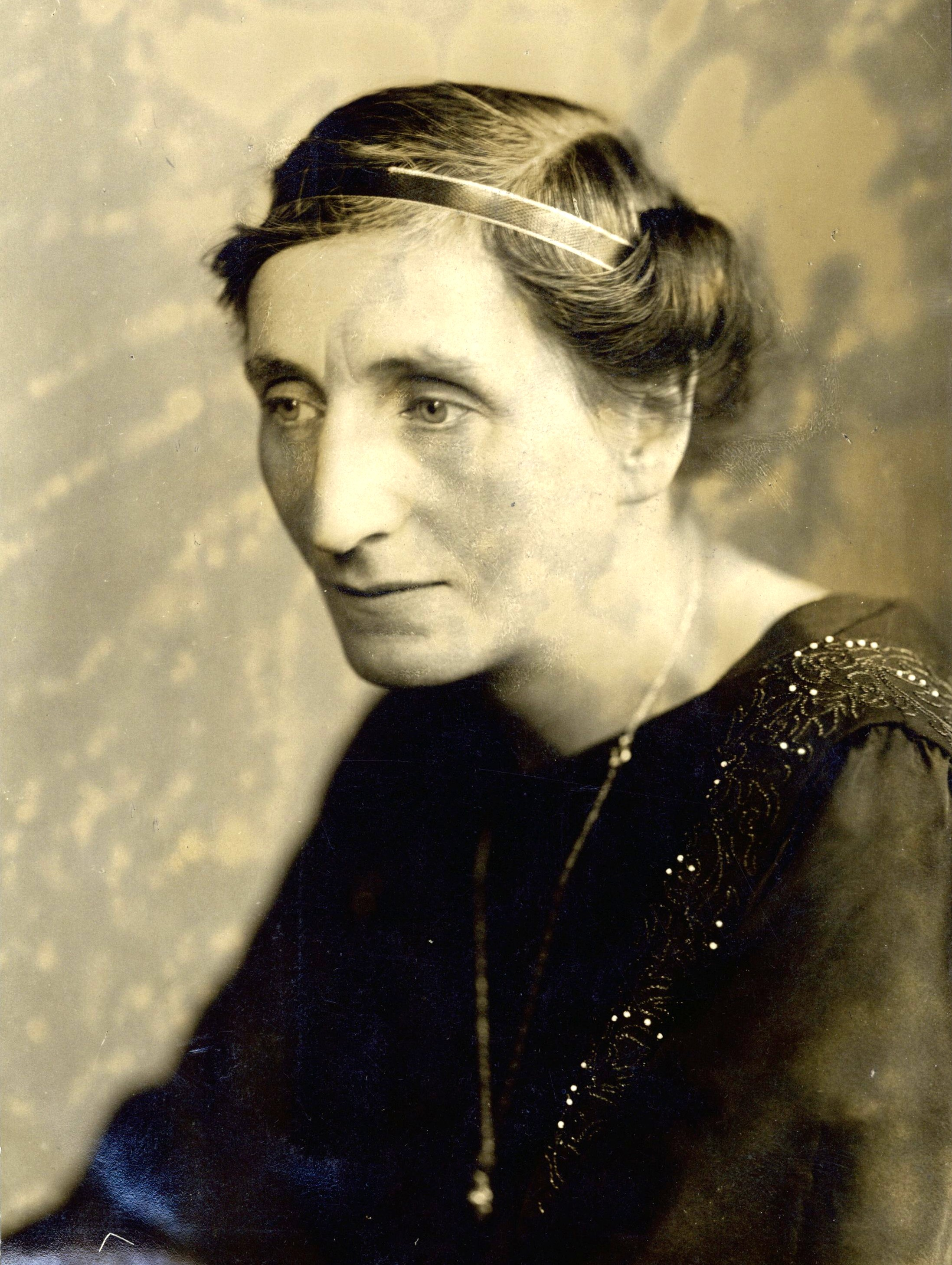
Alice Salomon, die Nachfolgerin von Jeanette Schwerin

Der Verein wurde am 8. Dezember  1893 in Berlin konstituiert. Die Initiatoren waren sozialpolitisch engagierte und prominente Frauen sowie Männer wie beispielsweise  Jeanette Schwerin, Henriette Goldschmidt, Lina Morgenstern, Franziska Tiburtius, Gustav Schmoller, Max Sering, Henriette Schrader-Breymann und ihr Ehemann Karl Schrader. Minna Cauer und der junge Jurist Max Otto Köbner waren die Hauptakteure und treibenden Kräfte. Ihre Intention war, junge Mädchen und Frauen des gehobenen Bürgertums zur freiwilligen Unterstützung in der Armen- und Wohlfahrtspflege heranzuziehen, um ihrer Verpflichtung der ärmeren Volksklassen gegenüber durch den Einsatz persönlicher Fürsorge nachzukommen. Diesbezüglich wurde deutlich hervorgehoben, dass es sich um ‚keinerlei Emancipationsbestrebungen‘ handle, ‚lediglich darum, junge Mädchen und Frauen zu ernster Pflichterfüllung im Dienste der Gesamtheit heranzuziehen‘. Trotzdem dürfte auch eine Rolle gespielt haben, zumindest bei den weiblichen Initiatorinnen, nicht nur Kräfte für die karitative Arbeit heranzuziehen, … sondern auch Nachwuchs für die Frauenbewegung (zu) rekrutieren. Die Mädchen und jungen Frauen sollten in Krippen, Horten, Waisenhäusern, Blindenheimen, Volksküchen, Stellenvermittlungen für ehrenamtliche Kräfte, Kleiderkammern, Abendheimen oder Freizeitclubs für Arbeiterinnenin, in der Krankenhausfürsorge u. dgl. m. tätig werden, ferner unentgeltlichen Klavierunterricht erteilen oder Spaziergänge mit Kleinrentnern durchführen.

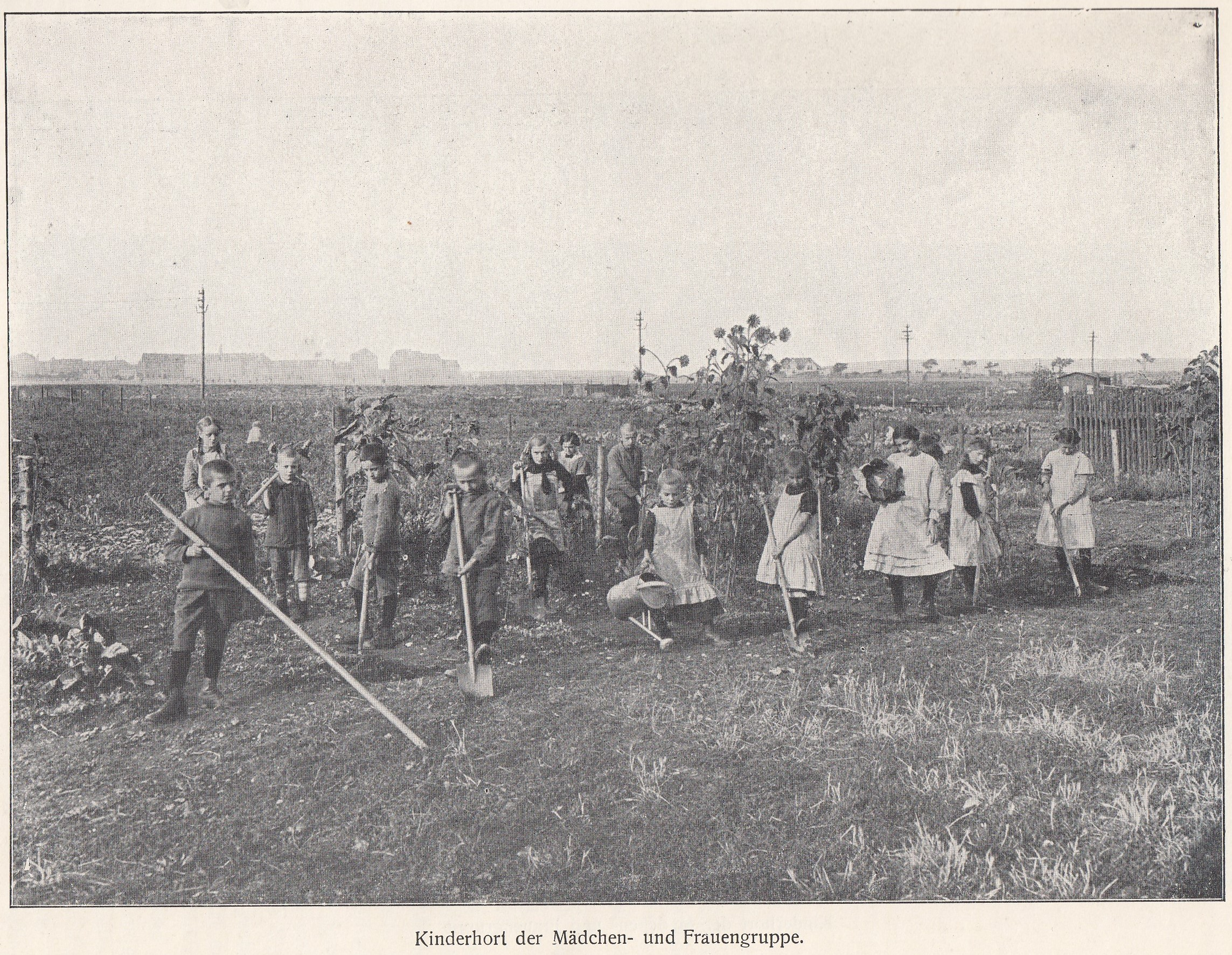
Kinderhort der Mädchen- und Frauengruppen, archiviert im Ida-Seele-Archiv

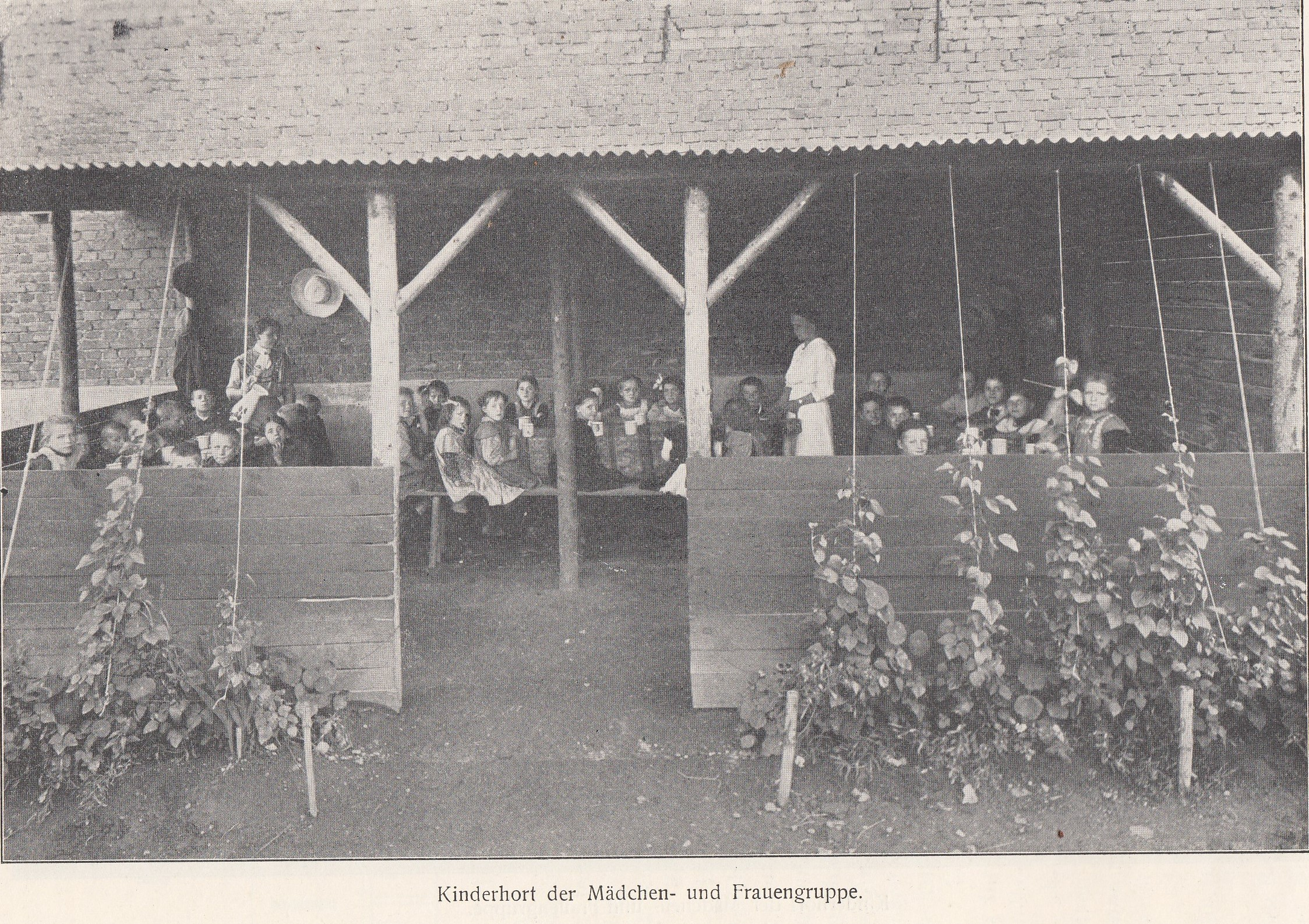
Kinderhort der Mädchen- und Frauengruppen, archiviert im Ida-Seele-Archiv

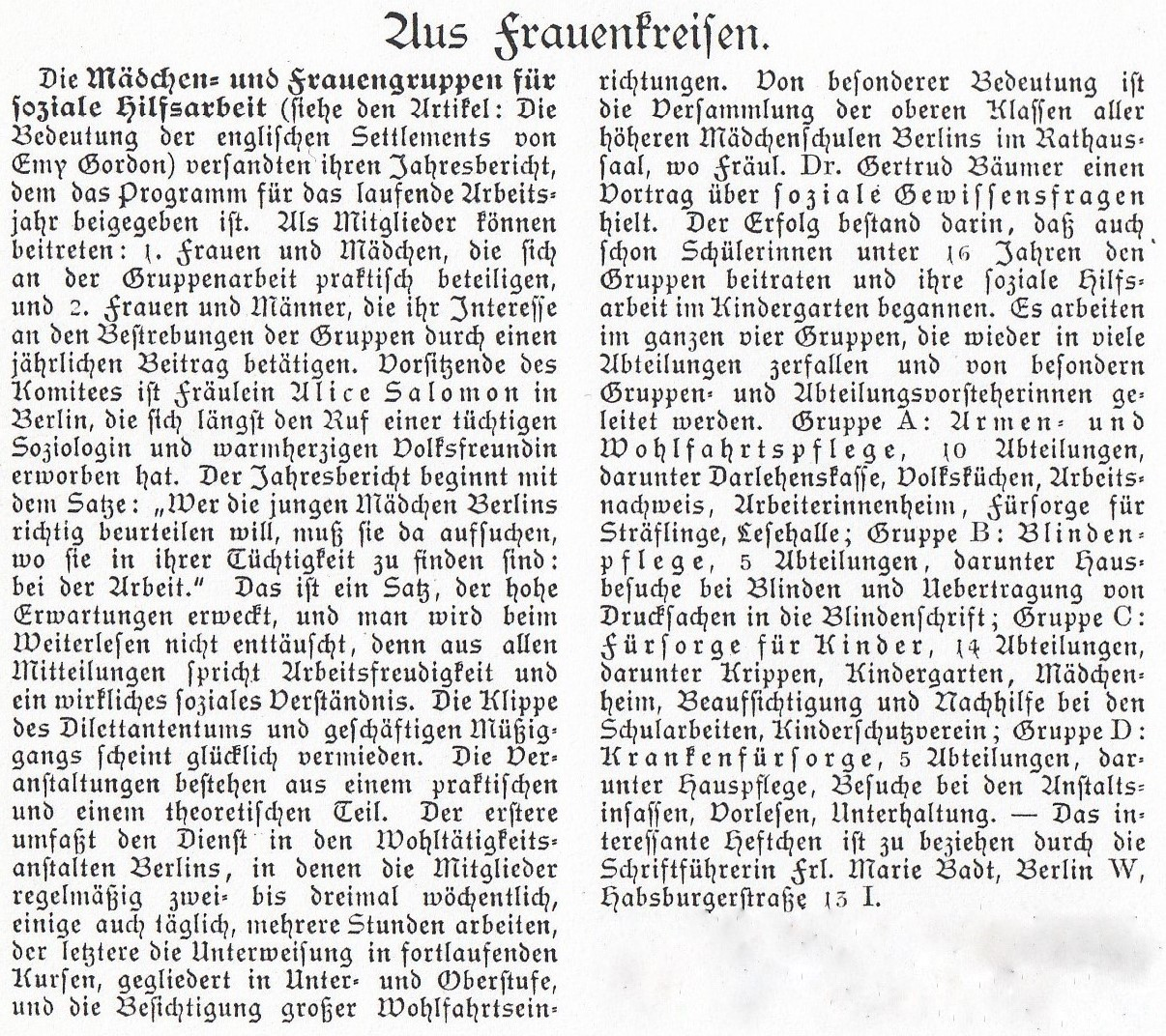
Kursankündigung, archiviert im Ida-Seele-Archiv

Jeanette Schwerin leitete bis zu ihrem Tod im Jahre 1899 die Gruppen. Die Berliner Gruppen waren Vorbild für weitere Gründungen in anderen Städten Deutschlands, wie beispielsweise in Bremen, Frankfurt/Main, Hamburg, Königsberg, Leipzig, Stuttgart etc.
In Kursen wurde versucht die für die ehrenamtliche soziale Arbeit nötigen Kenntnisse und Fertigkeiten zu vermitteln:

„Den Anfang der Ausbildungsaktivitäten machten Vortragsveranstaltungen, die allgemein bilden, eine berufliche Orientierung bieten und bei den Frauen ein Verständnis für die Lage der arbeitenden Volksklassen herbeiführen sollten. Die Vorträge umfassten Themen aus dem Bereich Gesetzeskunde, Volkswirtschaftlehre, Grundlehren der Armen- und Kinderfürsorge. Eine Vortragsveranstaltung zum Thema ‚Soziale Hilfstätigkeit in England und Amerika‘ verweist darauf, dass der internationale Bezug auch im Bereich der inhaltlichen Schulung schon früh eine Rolle gespielt hat.“

Im Jahre 1897 begann Jeanette Schwerin mit der Planung von festen Jahreskursen zu beruflichen Ausbildung in der Wohlfahrtspflege. Damit schaffte sie die Grundlage für eine professionelle soziale Berufsarbeit. 1899, im gleichen Jahr in dem Jeanette Schwerin starb, wurde der erste Jahreskurs, unter Beteiligung von Emil Münsterberg, durchgeführt. Dieser umfasste einen theoretischen und praktischen Teil: Unterweisung über wirtschaftliche und soziale Verhältnisse, öffentliche Gesundheitsfürsorge und verwandte Gebiete, praktische Arbeit in unterschiedlichsten Wohlfahrtseinrichtungen.
Folgend übernahm Alice Salomon den Vorsitz der Gruppen. Sie hatte deren Profil und Weiterentwicklung entscheidend und innovativ beeinflusst. Die neue Vorsitzende erstrebte in enger Zusammenarbeit mit den Gruppen sowie dem Berliner Verein für Volkserziehung die Gründung einer eigenen Ausbildungsstätte, die 1908 als Soziale Frauenschule ihre Arbeit aufnahm.
Ab den 1920er Jahren waren die Gruppen kaum in der Öffentlichkeit präsent, erst wieder um 1930. Die letzte Vortragsreihe wurde im Winter 1932/33 durchgeführt. Das Thema lautete, entsprechend Karl Jaspers 1931 veröffentlichten sowie weitverbreiteten Publikation: Die geistige Situation der Zeit.  Am 2. März 1933 fand die letzte Vorstandssitzung, der sich inzwischen Frauengruppe für soziale Arbeit nennenden Vereinigung, statt. Neben Alice Salomon waren u. a. anwesend: Hildegard Böhme, Charlotte Dietrich, Hildegard von Gierke, Hilde Lion, Dora Peyser, Käte Rosenheim und Siddy Wronsky.

## Archive
- Alice-Salomon-Archiv
- Ida-Seele-Archiv